# Jeseník nad Odrou
Jeseník nad Odrou (in tedesco Deutsch Jasnik) è un comune della Repubblica Ceca facente parte del distretto di Nový Jičín, nella regione della Moravia-Slesia.